# Bombylella pseudargentata
Bombylella pseudargentata är en tvåvingeart som först beskrevs av Paramonov 1929.  Bombylella pseudargentata ingår i släktet Bombylella och familjen svävflugor.
Artens utbredningsområde är Egypten. Inga underarter finns listade i Catalogue of Life.